# AZ Jan Palfijn
Het AZ Jan Palfijn is een algemeen ziekenhuis in de Belgische stad Gent. Het ziekenhuis is gevestigd aan de Watersportbaan net ten westen van de oude stadskern. Het is genoemd naar de geneesheer Jan Palfijn. Vanaf 2027 fuseert AZ Jan Palfijn met AZ Sint-Lucas.

## Geschiedenis
Het ziekenhuis ontstond in 1998 uit een fusie van twee andere ziekenhuizen, De Bijloke en Institut Moderne.
De geschiedenis van De Bijloke start in 1228 toen het Mariahospitaal overgebracht werd naar de Bijlokemeersen, de weilanden die door gravin Johanna van Constantinopel geschonken werden voor de oprichting van een hospitaal, met bijhorende abdij. Het bleef eeuwenlang operationeel op die locatie, maar verhuisde in 1982 naar de huidige locatie even verderop, bij de Watersportbaan.
Het Institut Moderne werd gesticht in 1907. Na de fusie met de Bijloke bleef deze vestiging nog een tijd bestaan onder de koepel Jan Palfijn, maar ondertussen werd deze afdeling aan de Fabiolalaan gesloten.